# Partido Socialista de los Trabajadores (Uruguay)
El Partido Socialista de los Trabajadores (PST) es un sector político uruguayo de tendencia trotskista.
Desde 1971 integra el Frente Amplio, coalición de la que es uno de los grupos cofundadores. Su distintivo electoral es 1968.
En 2014 decidió acompañar a la senadora Constanza Moreira, apoyando su precandidatura en las internas de junio, y su postulación al Senado en octubre.
En 2019 se suma a la precandidatura de la ministra Carolina Cosse.